# كفر بدواي القديم
قرية كفر بدواي القديم هي إحدى القرى التابعة لمركز المنصورة في محافظة الدقهلية في جمهورية مصر العربية. حسب إحصاءات سنة 2006، بلغ إجمالي السكان في كفر بدواي القديم 6493 نسمة، منهم 3397 رجل و3096 امرأة.